# Dovrefjell-Sunndalsfjella-Nationalpark
Der norwegische Dovrefjell-Sunndalsfjella-Nationalpark wurde am 1. Juni 2002 gegründet. Er ersetzte den Dovrefjell-Nationalpark, der 1974 gegründet worden war. Der Nationalpark ist 1.693 km² groß. Er liegt in den Fylken Innlandet, Møre og Romsdal und Trøndelag und wird durch die E 6 in einen größeren West- und einen kleineren Ostteil geteilt. Das Nationalpark-Zentrum mit einer Ausstellung und einem kleinen botanischen Garten befindet sich in Kongsvoll an der E 6.

## Übersicht
Die Hauptattraktion des Nationalparks sind die Moschusochsen, die vor 70 Jahren aus Grönland eingeführt worden sind und sich innerhalb des Parks frei bewegen. In Kongsvoll wird eine geführte Moschusochsen-Tour angeboten (kostenpflichtig). Die besten Chancen, Moschusochsen zu sichten, hat man im Stroplsjødalen und im Kaldvelldalen.
Beliebtestes Wanderziel im Westteil des Parks ist die Snøhetta (2286 moh.), der höchste Gipfel des Gebiets. Zu seinen Füßen liegt die selbstbediente DNT-Hütte Reinheim (Schlüssel in Kongsvoll erhältlich). Man benötigt zwei bis drei Tage, Bergausrüstung und -erfahrung sind zu empfehlen.
Am Nordrand, gerade außerhalb der Nationalparkgrenze, befindet sich an der Straße 70 zwischen Oppdal und Sunndalsøra ein beeindruckender Wasserfall (Lage), über den sich aus bis zu 156 m Höhe drei Flüsse in den Åmotan ergießen.
Im Ostteil des Parks lebt etwa von Mitte Juni bis Mitte August eine Herde Norweger. Bester Zugang ist von der E 6 über die RV 29 bis Dalen und weiter nach Bekkelegret, der (staatlichen) Pferdestation.
Südlich des Parks befindet sich das Naturschutzgebiet Fokstumyra, das in erster Linie dem Vogelschutz dient. Während der Brutzeit von Ende April bis Anfang Juli ist der Zutritt streng reglementiert. Der Dovrefjell-Sunndalsfjella-Nationalpark gilt als eines der wichtigsten Brutgebiete der Doppelschnepfe. Dort brüten etwa 400 Brutpaare dieser von der IUCN als gering gefährdet eingestuften Art.

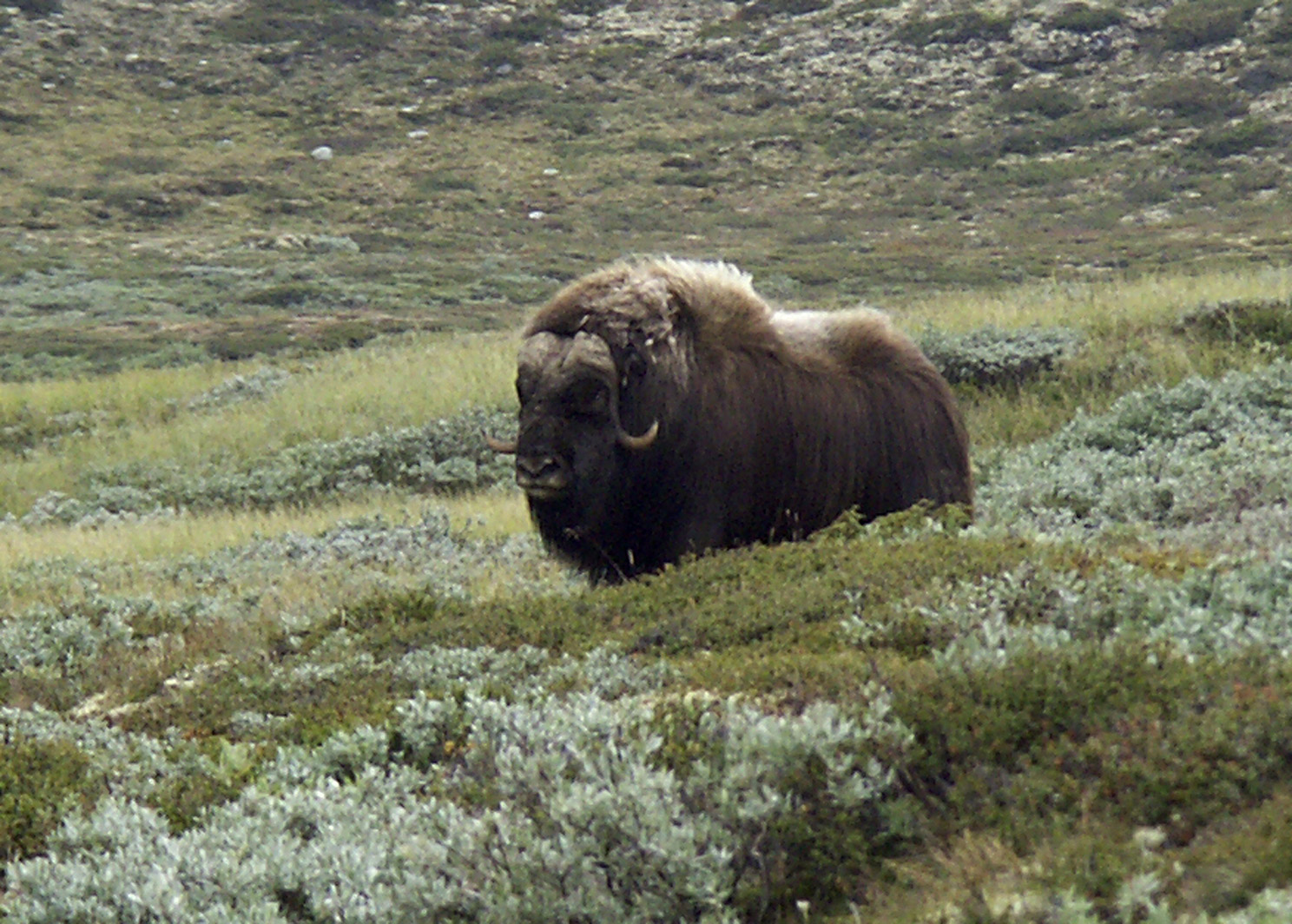
Moschusochse und …
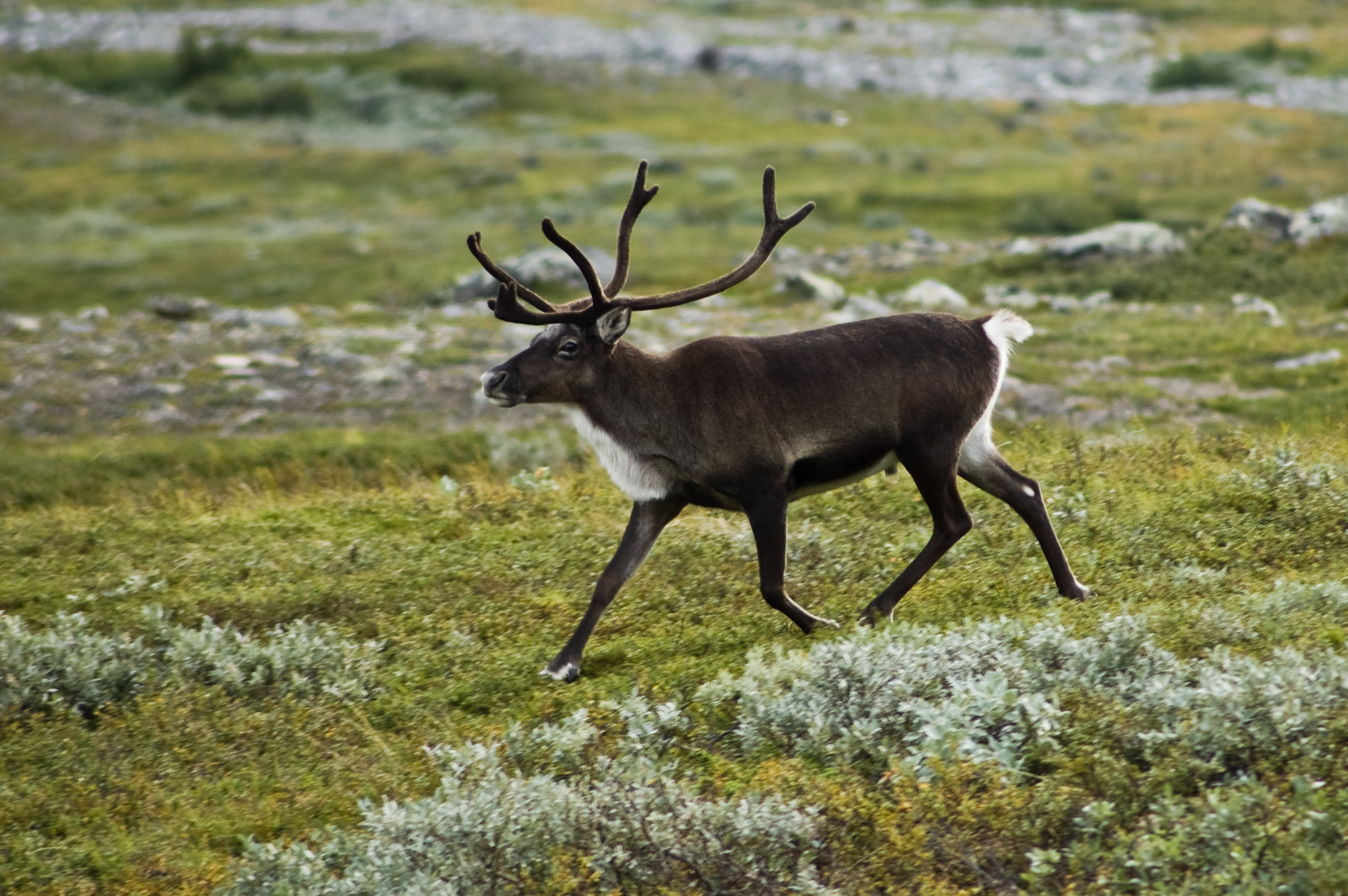
… Rentier im Dovrefjell-Sunndalsfjella
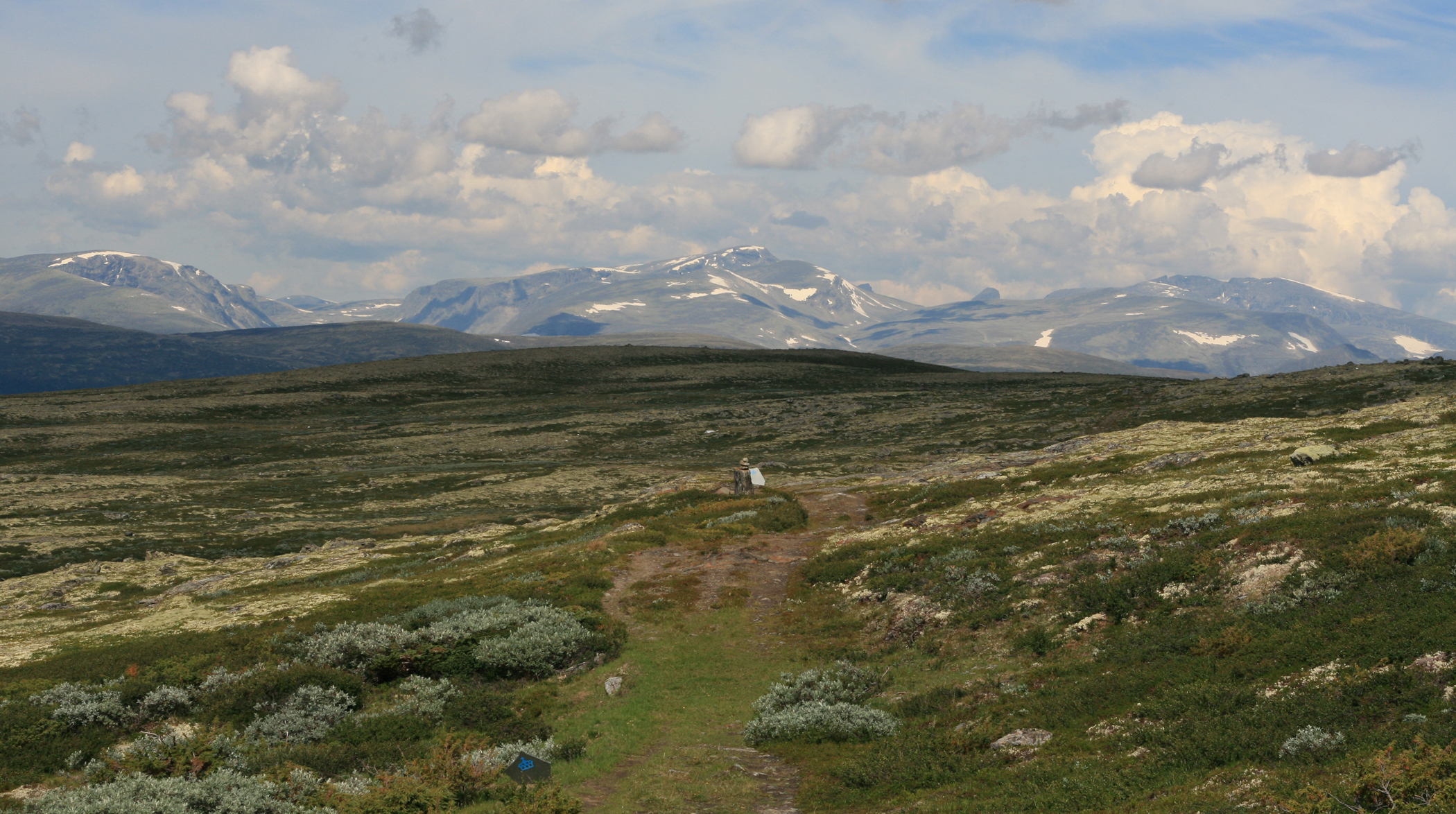
Der Pilgrimsleden mit der Snøhetta im Hintergrund
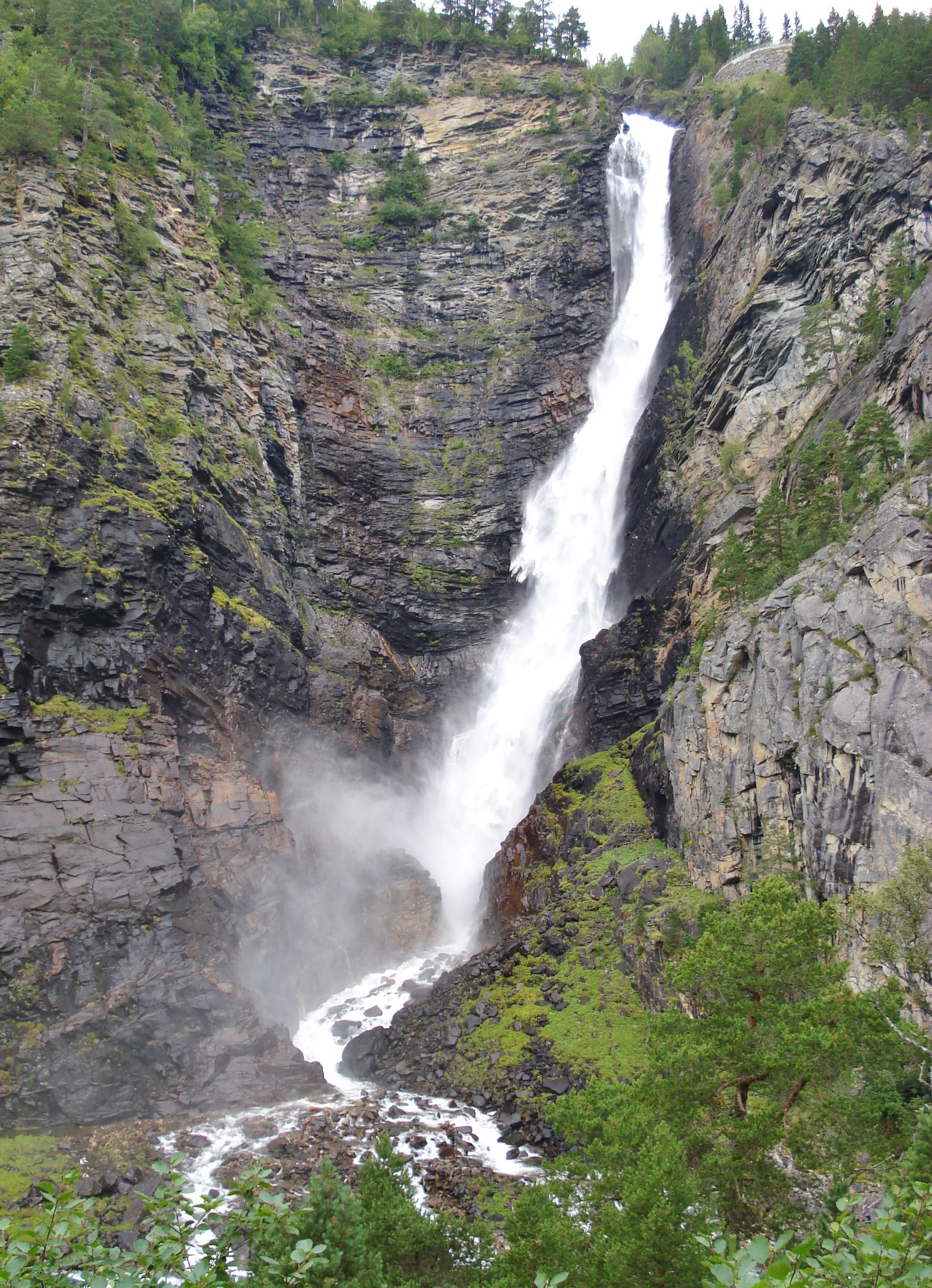
Wasserfall in den Åmotan
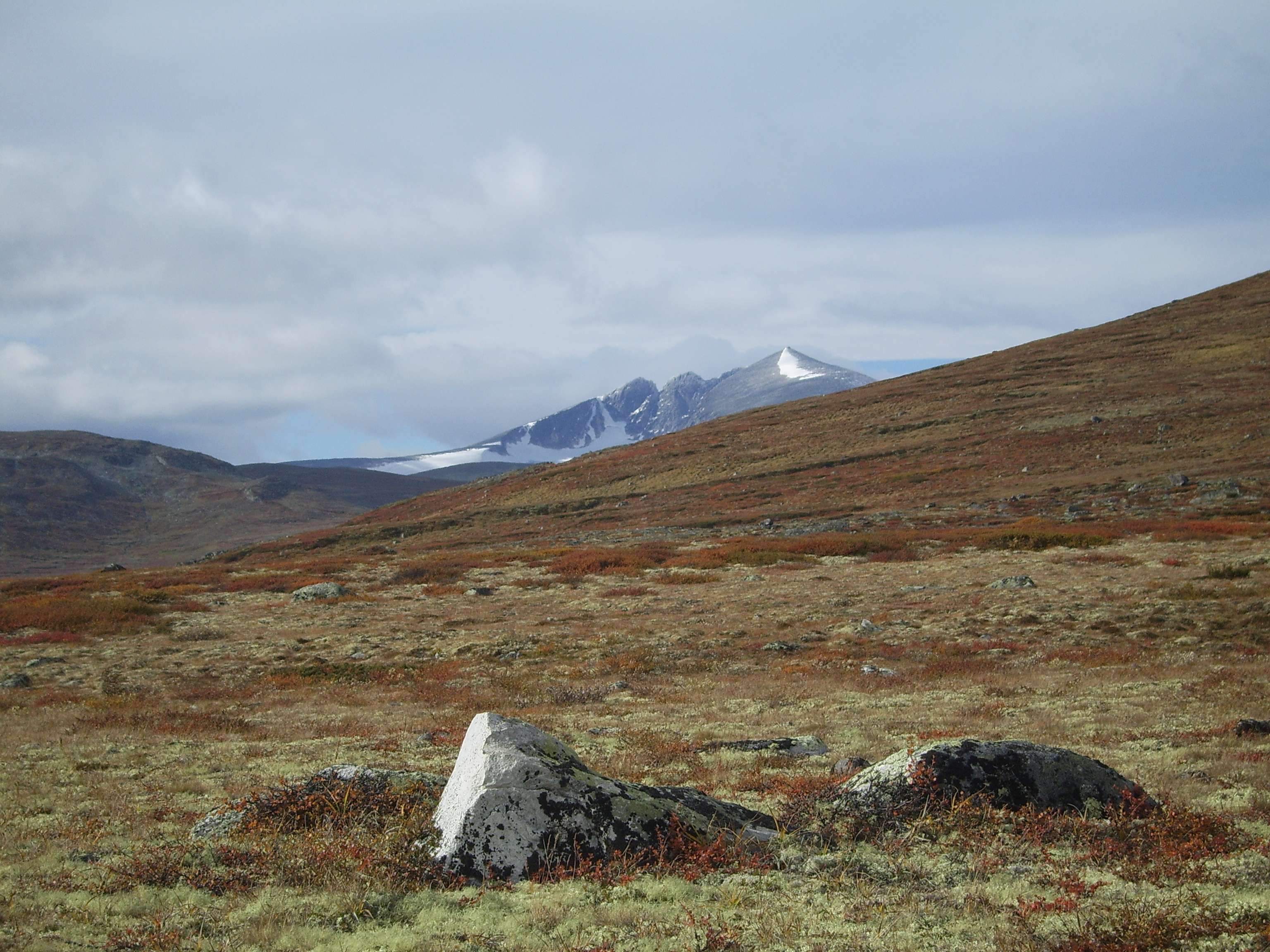
Dovrefjell mit Snøhetta
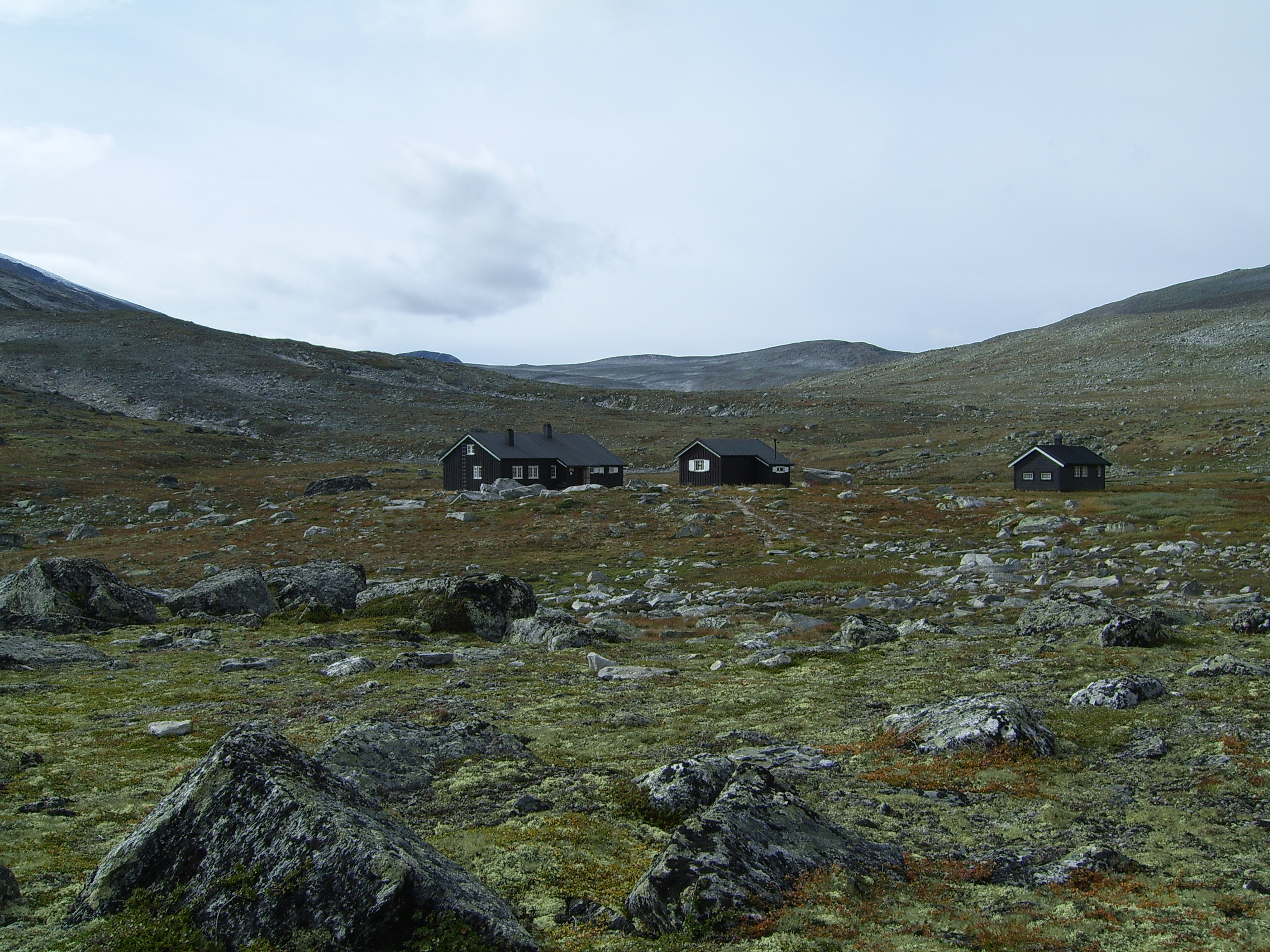
Dovrefjell / Reinheim

## Belege

### Einzelbelege
1. ↑  Åmotan – Welcome to Dovrefjell and Sunndalsfjella National Park (Memento vom 1. Januar 2013 im Internet Archive), midtnorsknatur.no
2. ↑  Åmotan (Møre og Romsdal) (Memento vom 6. März 2016 im Internet Archive), skandaktiv.de
3. ↑  Simon Delany, Derek Scott, Tim Dodman, David Stroud (Hrsg.): An Atlas of Wader Populations in Africa and Western Eurasia. Wetlands International, Wageningen 2009, ISBN 978-90-5882-047-1, S. 276.